# William Leo Kalkhoven

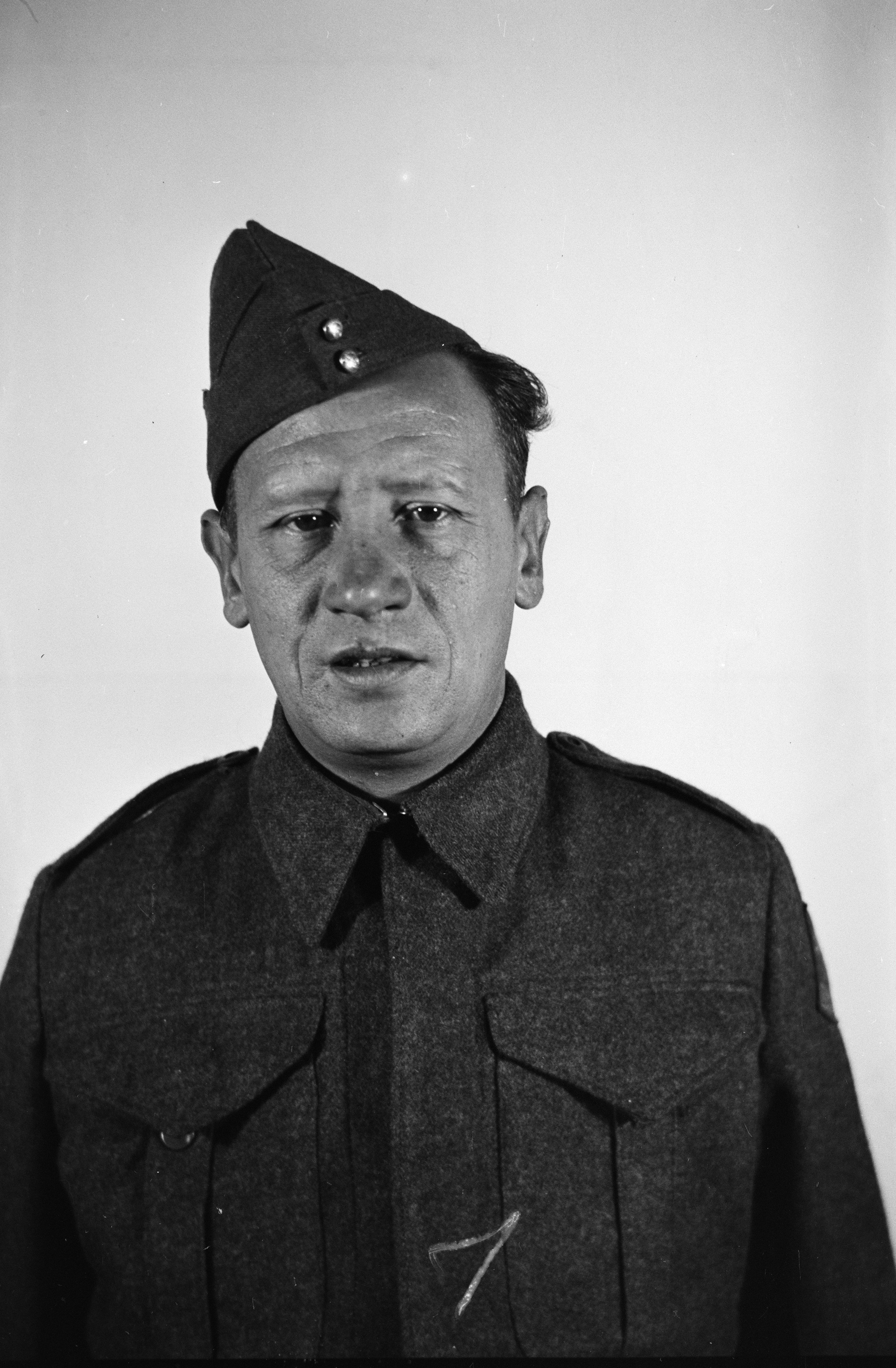
Engelandvaarder W.L. Kalkhoven

William Leo (Wil) Kalkhoven (Amsterdam, 20 juli 1904 - Sydney, 28 juli 1964) was een Nederlandse monteur, die bekend staat als Engelandvaarder.

## Levensloop
Kalkhoven was in 1904 geboren in Amsterdam, en groeide op in de Oude Pijp in de Saenredamstraat 41. Zijn ouders waren Daniel Kalkhoven (1867-1938), die had gewerkt als sigarenmaker en bierbottelaar, en Helena Veer (1868-1922). Zij kwamen oorspronkelijk uit Culemborg, en hadden in Rotterdam een café chantant gehad, en hadden zich rond 1898 in Amsterdam gevestigd.
Kalkhoven was de jongste broer van Tilly Kalkhoven, een zangeres o.a. in het vroegere Jordaan Cabaret. In 1928 verhuisde hij met het gezin van zijn zus Tilly naar Nederlands-Indië. Zijn zus kon aldaar niet aarden en keerde met haar gezin terug naar Nederland. Kalkhoven was o.a. (auto)monteur en had later in Medan een garage. Ook was hij als ambtenaar bij de wegpolitie belast met technische inspecties. Op 24 juli 1934 trouwde hij in Pematang Siantar, Oost-Sumatra met Bertha Marie van Konijnenburg.
In maart 1940 keerde hij met vrouw en kind terug naar Nederland naar Den Haag. Hij woonde daarna nog korte tijd in  Blaricum en Valkenburg en kwam in 1941 in Wijk aan Zee.

### Eerste poging Engeland te bereiken eind 1941
Eind 1941 ondernam Kalkhoven met een grote groep een eerste poging Engeland te bereiken via het voormalige Landgoed Ockenburgh ten zuiden van Den Haag. Daar was een waterwingebied, dat net als de directe kunstlijn van Den Haag tot Hoek van Holland voor de Duitsers verboden terrein was. 
De groep bestond uit Henderikus Faber, Willem Gerbrandy, Wim Kalkhoven, Johannes (Jan) Cornelis Krijgsman, Heico Quant, Ida Laura Veldhuyzen van Zanten, verzetsstrijder Jans Wieringa en een schoolarts.
Heico Quant, eerste officier op marinevliegkamp De Kooy, had voor een marinesloep gezorgd. Deze werd op 18 december 1941 door de Amsterdamsche Rijtuig Maatschappij op een vrachtauto uit Schellingwoude opgehaald en naar Ockenburgh gebracht. Alles leek goed te gaan totdat die auto in het duinzand vastliep. Terwijl de mannen probeerde de auto los te krijgen gingen Ida Veldhuyzen en Jan Wieringa kijken of de Duitsers hun lawaai hadden gehoord. Ze zagen inderdaad een paar Duitsers naderbij sluipen. Ze waarschuwden de anderen en wandelden zo rustig mogelijk met Quant naar de uitgang. Twee Duitsers die ze tegenkwamen keken niet eens verbaasd. In het voormalige landhuis was een psychiatrische inrichting gehuisvest, dus er liepen wel vaker wat bezoekers rond.
De chauffeurs werden gearresteerd en de volgende dag vrijgelaten. Gerbrandy kwam in een dodencel van het Oranjehotel terecht. Na zes maanden werd hij op transport gezet naar kamp Vught. Daar werd geconstateerd dat hij open tbc had, waarna hij naar een ziekenhuis in Den Bosch werd gebracht. Zijn familie haalde hem daarop, maar hij overleed enkele dagen later. Voor Ida was het de derde mislukte poging. Quant en Krijgsman werden later gearresteerd, Quant overleefde de oorlog.

### Tweede poging in 1942 en verder
Enige tijd later in 1942 besloten Kalkhoven, Faber, Ida Veldhuyzen en Jan Wieringa via Frankrijk en Zwitserland naar Engeland te gaan. Ze kwamen hier nog in de eerste helft van 1942 aan.
Ida Veldhuyzen, die al voor de oorlog een Engels vliegbrevet had gehaald, werd bij de Air Transport Auxiliary ingedeeld. Kalkhoven diende in Engeland bij de Prinses Irene Brigade, waar hij was ingedeeld bij het grondpersoneel.
Op 26 juli 1943 werd hij aldaar onderscheiden met het Kruis van Verdienste voor het "voorbereiden en uitvoeren plan tot ontsnapping uit bezet Nederland en na vele moeilijkheden Engeland bereikt."
In 1952 vertrok Kalkhoven met vrouw en kind met de M.S. Johan van Oldenbarnevelt naar Australië. Hij stierf twaalf jaar later in Sydney, Australië op 28 juli 1964 aan longkanker.